# Crash bandikut (állatfaj)
A Crash bandikut egy kipusztult bandikut, amely az Ausztrália északkeleti részén, a Riversleigh Világörökség területén található fosszíliákból ismert.

## Leírás
A nemzetség ismert egyetlen faja, Crash Bandikut elismert korai képviselője peramelid leszármazása elkülönül a Chaeropodidae, család által képviselt modern sertéslábú bandikutoktól (Chaeropus) és a Thylacomyidae családból fennmaradt nemzetségtől a Macrotistól.  Felfedezése előtt a legkorábbi ismert fosszilis faj a Perameles bowensis és Perameles allinghamensis egyaránt megtalálhatók voltak Kelet-Ausztráliában.
Testtömege a becslések szerint körülbelül egy kilogramm volt. A holotípus és az egyetlen ismert minta az állat jobb felső állcsontjának egy része, amely megmaradt bizonyítékokkal az ép M1 – M3 őrlőfogakól és a negyedik moláris fogmederből áll.

## Előfordulása és élőhelye
A Crash bandikut előfordulása a Riversleigh-re korlátozódott, egy olyan területre, amely fosszilis emlősök sorában gazdag. A példányok egyetlen ismert élőhelye az Alan's Ledge 1990 Site barlang. A lerakódás helyének dátuma középső miocén, egykor esőerdő uralta a Riversleigh területét. Az ugyanazon a helyen felfedezett állatvilág alátámasztja az esőerdők helyi környezetére vonatkozó bizonyítékokat, és a korai időszakban még fennálló bandikut családra vonatkozó bizonyítékok megtalálása azt jelenti, hogy először diverzifikálódtak az egyre szárazabb éghajlatnak kitett területen.